# Arienzo
Arienzo è un comune italiano di 5 367 abitanti della provincia di Caserta in Campania.

## Geografia fisica

### Territorio
La cittadina fa parte della Valle di Suessola, un vasto territorio che comprende anche i comuni di Santa Maria a Vico, San Felice a Cancello e Cervino, della provincia di Caserta. Ha una posizione strategica, estendendosi a destra e a sinistra dell'antica Via Appia, e ai due lati del suo perimetro è situata ai piedi dei monti Tifatini e quelle del parco del Partenio.

### Clima
Il clima è quello tipico dei comuni della pianura Campana: l'estate è caratterizzata da caldo afoso, mentre l'inverno è mediamente freddo con rare nevicate.
| ARIENZO            | Mesi | Mesi | Mesi | Mesi | Mesi | Mesi | Mesi | Mesi | Mesi | Mesi | Mesi | Mesi | Stagioni | Stagioni | Stagioni | Stagioni | Anno |
| ARIENZO            | Gen  | Feb  | Mar  | Apr  | Mag  | Giu  | Lug  | Ago  | Set  | Ott  | Nov  | Dic  | Inv      | Pri      | Est      | Aut      | Anno |
| ------------------ | ---- | ---- | ---- | ---- | ---- | ---- | ---- | ---- | ---- | ---- | ---- | ---- | -------- | -------- | -------- | -------- | ---- |
| T. max. media (°C) | 12,6 | 13,4 | 16,1 | 19,9 | 24,1 | 28,7 | 31,5 | 31,4 | 28,0 | 22,7 | 18,0 | 14,6 | 13,5     | 20,0     | 30,5     | 22,9     | 21,8 |
| T. min. media (°C) | 6,6  | 6,9  | 9,0  | 11,5 | 14,8 | 18,9 | 21,2 | 21,2 | 18,8 | 14,9 | 11,3 | 8,5  | 7,3      | 11,8     | 20,4     | 15,0     | 13,6 |

## Origine del nome
Il toponimo Arienzo potrebbe derivare da Argentea (o Argentia), termine con il quale veniva chiamata la valle dove è sita la città in relazione alla sua fertilità. 
Altra derivazione potrebbe essere dal nome dell'antica fortezza di Argentium sul Monte Castello che a sua volta potrebbe derivare il nome dalla volgarizzazione pagana di Ara-Cyntiae (cioè la dea della caccia Cinzia o Diana) in quanto il monte terreno consacrato alla dea sul quale era stato eretto anche un tempio a lei dedicata. 
Una terza derivazione, secondo il Rohlfs, potrebbe derivare dal gentilizio romano Argentius.
Infine si pensa anche che potrebbe derivare dal nome di un'antica città osca di nome Aruntia o Aruntium. 
Il nome Arienzo comunque si inizia ad attestare a partire dai secoli XV e XVIII, per tutto il Medioevo resta il nome Argentium.

## Storia
La storia della città di Arienzo inizia con la distruzione a causa di un incendio, causato dalla guerra tra Longobardi e Saraceni, della città di Suessola alla fine dell'800.
Parte dei suessolani si rifugiarono sul monte Argentarium, presso un castello che fu poi distrutto nel 1135 da re Ruggero II d'Altavilla.
La distruzione di questo castello spinse le popolazioni a scendere a valle dove costruirono il primo nucleo della città di Arienzo chiamata Terra Murata nel 1154. 
La città vide il succedersi di varii feudatari fino al 1500 (tra i quali i Mosca, gli Stendardo, i Carafa, i Mataldo. 
Nel 1928 venne fuso con il comune di San Felice a Cancello, formando il comune di Arienzo San Felice, ma fu ripristinato nel 1946 con l'avvento della Repubblica.

## Monumenti e luoghi d'interesse

### Siti archeologici e d’interesse storico
- Villa Romana (o Stazione di Ristoro), del III/I a.C., scoperta nel 1961 presso la frazione Costa, situata a 300 metri dalla Via Appia, essa è ritenuta da molti scrittori e storici il “Tempio Augusteo o Villa Cocceio”; l'enorme struttura romana presenta ancora oggi: mura di contenimento, stanze, corridoi, vasche, colonne, pavimenti con mosaici, pareti con graffiti, disegni di vita circense, ecc. Di essa parla Quinto Orazio nella V satira del libro I ai versi 50 e 51 dove si racconta di un viaggio da Roma verso Brindisi fatto da Orazio e Mecenate per ristabilire la pace tra Marco Antonio e Ottaviano.
- Castello Longobardo (Castem Vetus), del 700 circa, edificato dai Longobardi per difendere dapprima il Ducato e poi il Principato di Benevento, esso costituiva un posto di vedetta strategica su tutta la valle sottostante, inoltre fu utile per accogliere e proteggere la popolazione fuggiasca di tutta la Valle di Suessola. Nel 1135 il duca Marliano ebbe l'ordine di abbattere il Castello da Re Ruggero II D'Altavilla, ma l'ordine fu eseguito solo in parte e in seguito fu riedificato dal figlio Guglielmo.

- Terra Murata, è tra i più interessanti esempi di città di fondazione di età normanna (probabilmente, seconda metà del XII secolo), ancora oggi perfettamente leggibile nella sua struttura. Per secoli, all'interno del circuito chiuso delle sue mura (abbattute a partire dal 1800) gli edifici sono cresciuti su loro stessi, spesso mantenendo, a volte sin dalla fondazione, le originarie funzioni religiose, sociali, residenziali, di transito e di ritrovo del 1135 circa. Era in origine una cittadella rettangolare con mura di cinta, merli, terrapieni, fortilizi, bastioni, e torri. Nella Terra Murata, tutte le famiglie dei nobili costruirono i loro palazzi, tra i quali oggi sono da ricordare: il Palazzo Ducale, il Palazzo Carfora, la chiesa della Santissima Annunziata, il Convento e la chiesa di Sant'Agostino, il Monte dei Pegni.

- Museo di Giacomo Furia, situato a Terra Murata, fondato nel 2019 nell’ambito del progetto Terra’nnamurata. Questo luogo  celebra l'arte e la memoria dell'attore nato ad Arienzo, con una collezione di cimeli, foto, e altri oggetti  donati dal figlio, che documentano la carriera artistica di Furia

- Palazzo Carfora , il cui aspetto attuale non tradisce a pieno l'antichità della struttura (molto alterata ai primi del 1900 e devastata dopo il sisma del 1980) e la nobilità della famiglia che ospitò. Gli studi di Onorati ricostruiscono le vicende dei Carfora accogliendo la tradizione di una origine spagnola (dichiarata nel 1588 all'accoglimento nella nobilità di Donato C.) e dell'arrivo in loco poco dopo l'assegnazione del feudo di Arienzo agli Stendardo (ma il più antico documento sulla loro presenza in Arienzo è del 1488). I Carfora furono spesso governatori ed amministratori per i Carafa, baroni di Arienzo dal 1556. In nome e per conto loro dal 1645 al 1768 acquisirono e detennero formalmente i feudi di Castelvenere e San Salvatore. I Carfora ebbero numerosi giuresconsulti, uomini di cultura e di religione. Le vicende dell'edificio si possono seguire a partire dalla Platea del 1698, realizzata da T. Cagnetta: analizzandola si ricava che, unico caso tra le altre famiglie di notabili (Puoti, Valletta, Romano, Lettieri, etc.) i Carfora posseggono in modo esclusivo e quasi per intero uno dei 14 isolati del borgo (in origine erano 16 di uguale dimensione). Circa un terzo dell'area dell'isolato era all'epoca occupata dalla chiesa di San Francesco d'Assisi e dal suo giardino, poi distrutti ed alienati (prima del 1762). La casa, definita "palaziata", è mostrata avere vani su due livelli su tutti i lati, con numerose finestre più numerose ed ampie al primo piano. La molteplicità degli accessi al complesso (almeno tre) sembra indicare l'accorpamento di più edifici in origine indipendenti. L'atrio principale, unico superstite, è voltato a botte e conserva lo stemma di famiglia, dipinto realizzato non troppo dopo il 1797.
- Palazzo Vescovile dei Vescovi di Sant'Agata de' Goti, dove ha dimorato anche sant'Alfonso Maria de Liguori e oggi Museo Alfonsiano della diocesi di Acerra. Questa città è stata sotto la giurisdizione dei Vescovi di S. Agata de Goti fino al 1854, anno in cui i territori della Valle di Suessola furono accorpati alla Diocesi di Acerra. Il Palazzo divenne dimora di S. Alfonso Maria de Liguori, che nominato Vescovo nel 1762, lo abitò per la maggiore salubrità dell’aria, prima saltuariamente e poi in modo stabile dal 1767 al 1775, anno della rinuncia all’Episcopato. Il museo raccoglie reliquie e ricordi del Santo e propone ai visitatori delle tracce per conoscere l’opera e la personalità di S. Alfonso, per vivere una giornata di ritiro personale o di gruppo e suscitare riflessioni sulla spiritualità alfonsiana e sulla sua profetica modernità[7].
- Di interesse storico anche l'Arcipretura di Sant'Andrea Apostolo, un tempo collegiata insigne, la cui fondazione è fatta risalire al 1151. Presenta una cripta con affreschi settecenteschi e un ossario con una ben conservata presenza di "scolatoi".
- Attigua vi è la Congrega di Maria SS. Delle Grazie, oggi Cappella del Santissimo, che presenta di affreschi murali del "Giudizio Universale" e delle "Opere di Misericordia Corporali".

## Società

### Evoluzione demografica
Abitanti censiti

## Infrastrutture e trasporti

### Strade
Il comune è attraversato dalla strada statale 7 Via Appia.

### Ferrovie
Il comune è servito dalla stazione di San Felice a Cancello-Arienzo, a circa 2 km dal centro abitato, sulla ferrovia Benevento-Cancello.

## Amministrazione
Di seguito l'elenco dei sindaci da quando è presente l'elezione diretta del sindaco da parte dei cittadini (cioè 1995):
| Periodo           | Periodo           | Primo cittadino | Partito                                     | Carica  | Note   |
| ----------------- | ----------------- | --------------- | ------------------------------------------- | ------- | ------ |
| 23 aprile 1995    | 13 giugno 1999    | Carmine Crisci  | Lista civica                                | Sindaco | [ 10 ] |
| 13 giugno 1999    | 12 giugno 2004    | Crescenzo Guida | Coalizione di liste civiche di centrodestra | Sindaco | [ 11 ] |
| 12 giugno 2004    | 7 giugno 2009     | Giuseppe Medici | Lista civica                                | Sindaco | [ 12 ] |
| 7 giugno 2009     | 25 maggio 2014    | Giuseppe Medici | Arcobaleno                                  | Sindaco | [ 13 ] |
| 25 maggio 2014    | 22 settembre 2020 | Davide Guida    | Arienzo è Tua                               | Sindaco | [ 14 ] |
| 22 settembre 2020 | in carica         | Giuseppe Guida  | Ricoloriamo Arienzo                         | Sindaco | [ 15 ] |